# Cinnycerthia olivascens
Carriça-sépia ou garrincha-sépia (Cinnycerthia olivascens) é uma espécie de ave da família Troglodytidae.
Pode ser encontrada nos seguintes países: Colômbia, Equador e Peru.
Os seus habitats naturais são: regiões subtropicais ou tropicais húmidas de alta altitude.

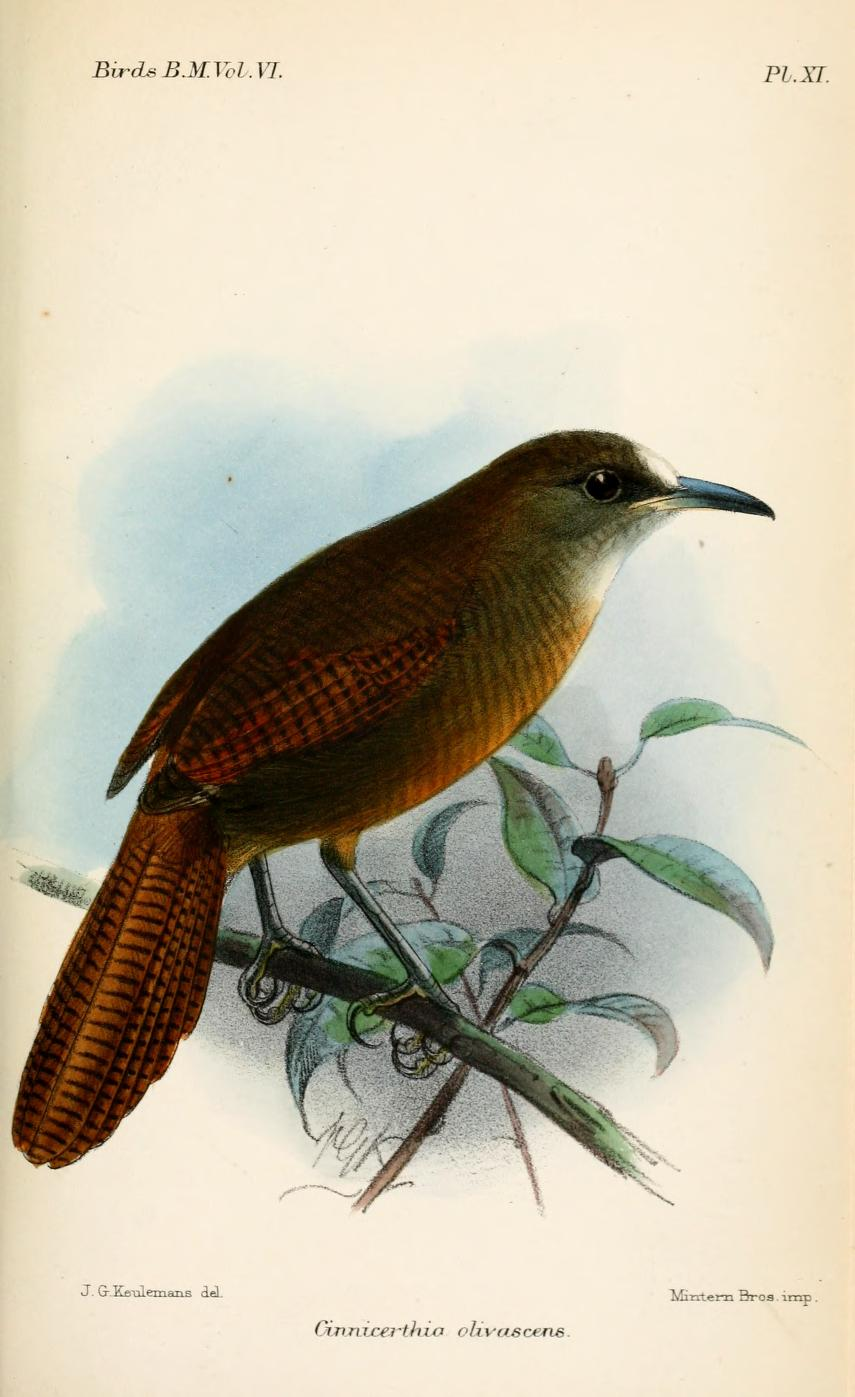